# Słońsk (gemeente)
De gemeente Słońsk is een landgemeente in het Poolse woiwodschap Lubusz, in powiat Sulęciński.
De zetel van de gemeente is in Słońsk.
Op 30 juni 2004 telde de gemeente 4771 inwoners.

## Oppervlaktegegevens
In 2002 bedroeg de totale oppervlakte van gemeente Słońsk 158,86 km², waarvan:
- agrarisch gebied: 40%
- bossen: 22%

De gemeente beslaat 13,49% van de totale oppervlakte van de powiat.

## Demografie
Stand op 30 juni 2004:
| Omschrijving                   | Totaal | Totaal | Vrouwen | Vrouwen | Mannen | Mannen |
| ------------------------------ | ------ | ------ | ------- | ------- | ------ | ------ |
| eenheid                        | aantal | %      | aantal  | %       | aantal | %      |
| inwoners                       | 4771   | 100    | 2388    | 50,1    | 2383   | 49,9   |
| bevolkingsdichtheid (inw./km²) | 30     | 30     | 15      | 15      | 15     | 15     |

In 2002 bedroeg het gemiddelde inkomen per inwoner 1804,02 zł.

## Administratieve plaatsen (sołectwo)
Budzigniew, Chartów, Głuchowo, Grodzisk, Jamno, Lemierzyce, Lubomierzycko, Ownice, Polne, Przyborów, Słońsk.

## Aangrenzende gemeenten
Górzyca, Kostrzyn nad Odrą, Krzeszyce, Ośno Lubuskie, Witnica.